# 金桥路
金桥路是中國上海市浦東新區一條南北走向道路，北至黃浦江邊的金定線渡轮码头並與軍工路隧道相連，南至龍東大道。金桥路貫穿金橋出口加工區。金橋路地面上有上海中環線高架。
1975年，上川铁路被拆除後，原鐵軌上修建一條名為上川路的道路。1992年上川路拓宽改建，而上川路的現今金橋路的路段改為現名，路名就來自上海金桥。